# Torrassa

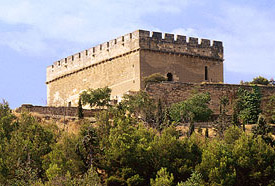
Torrassa del castell de Gardeny

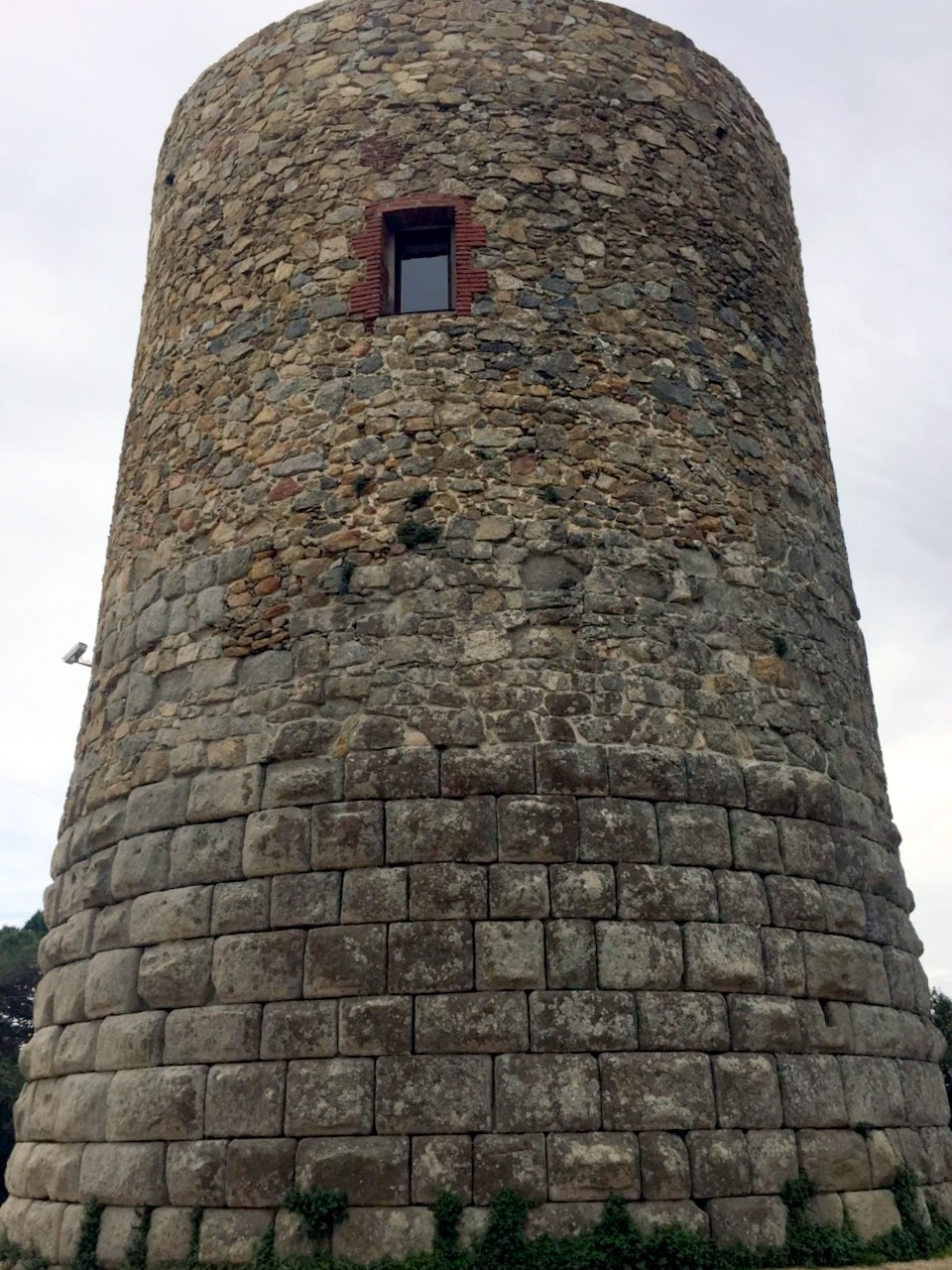
Torrassa del moro, Llinars del Vallès, Barcelona

Una torrassa era una torre grossa o alta, que combinava funcions residencials i militars i que es va popularitzar a l'edat mitjana, principalment al segle XII. El segle xii és l'època dels castells concentrats. És a dir, de vegades, tot el castell era una gran torre o torrassa que solia incloure, fins i tot, una sala i on, per tant, l'aspecte residencial era important. Exemples de torrasses són les dels castells de Riner o de Gardeny. També eren una torrassa alguns castells, o cases fortes, més tardans, com el de La Carrova (comarca del Montsià).
El nom "torrassa" apareix a nombrosos topònims dels Països Catalans com es pot veure a l'entradaː La Torrassa.